# یواس‌اس کوری (دی‌دی-۴۶۳)
یواس‌اس کوری (دی‌دی-۴۶۳) (به انگلیسی: USS Corry (DD-463)) یک کشتی بود که طول آن ۳۴۸ فوت ۳ اینچ (۱۰۶٫۱۵ متر) بود. این کشتی در سال ۱۹۴۱ ساخته شد.